# نفل نجمي
النفل النجمي (باللاتينية: Trifolium stellatum) نوع نباتي من جنس النفل من الفصيلة البقولية.

## الموئل والانتشار
موطنه الأصلي حوض البحر الأبيض المتوسط من بلاد الشام ومصر والمغرب العربي إلى تركيا وجنوب أوروبا وروسيا.

## مرادفات للاسم العلمي
- (باللاتينية: Trifolium xanthinum Freyn (provisional))